# Brest pod Učkom
Brest pod Učkom (en italien : Olmeto di Bogliuno) est une localité de Croatie située en Istrie, dans la municipalité de Lupoglav, dans le comitat d'Istrie. En 2001, la localité comptait 46 habitants.

## Démographie
| 1948 | 1953 | 1961 | 1971 | 1981 | 1991 | 2001 |
| ---- | ---- | ---- | ---- | ---- | ---- | ---- |
| 224  | 243  | 178  | 122  | 69   | 51   | 46   |